# Borussia Dortmund
A Borussia Dortmund (rövidítéseiben: BVB vagy BVB 09) német sportegyesület, székhelye Dortmund. A BVB Németország egyik legsikeresebb klubja, egyben az első német csapat, amely nemzetközi trófeát nyert (1966, KEK). Sikereinek csúcsát 1997-ben Ottmar Hitzfeld irányítása alatt érte el, többek között az UEFA Bajnokok Ligáját, majd ezt követően az interkontinentális kupát is elhódította. A Borussia Dortmund jelenleg is a Bundesligában játszik, és a harmadik helyen áll a német örökranglistán. Legutóbbi bajnoki címét a 2011-12-es szezonban, Jürgen Klopp vezetőedző irányításával érte el. A dortmundi futballcsapatot nemcsak a múltja, hanem egyedülálló szurkolótábora miatt is Európa legnagyobb klubjai közé sorolják. A 81 352 néző befogadására alkalmas Signal Iduna Park minden mérkőzésen megtelik, a dortmundi átlagnézőszám egyedülálló Európában.
Habár a Borussia Dortmundot eredetileg labdarúgó szakosztályként alapították, van egy kézilabda és asztalitenisz szakosztálya is. A tagok száma az egyesületben kb. 35 000 fő.

## Történelem

### Az alapítás évei és a kezdetek
A Borussia Dortmund csapata 1909. december 19-én alakult egy csapatnyi fiatal által. Ezen a napon az ifjú játékosok a templomkertben összevesztek a csapatot vezető papokkal. Ennek következményeképpen különváltak, és a labdarúgók egy közeli kocsmában elhatározták, hogy alapítanak egy új csapatot Ballspiel-Verein Borussia Dortmund 1909 néven. A „Borussia” szó Poroszországot jelenti, de a csapat neve mégsem az országnévből, hanem a közeli Borussia sörfőzde hasonnevű sörének nevéből származik.
A kezdetekkor az új klub futballistái kék-fehér mezben, fekete nadrágban és vörös sportszárban játszottak.

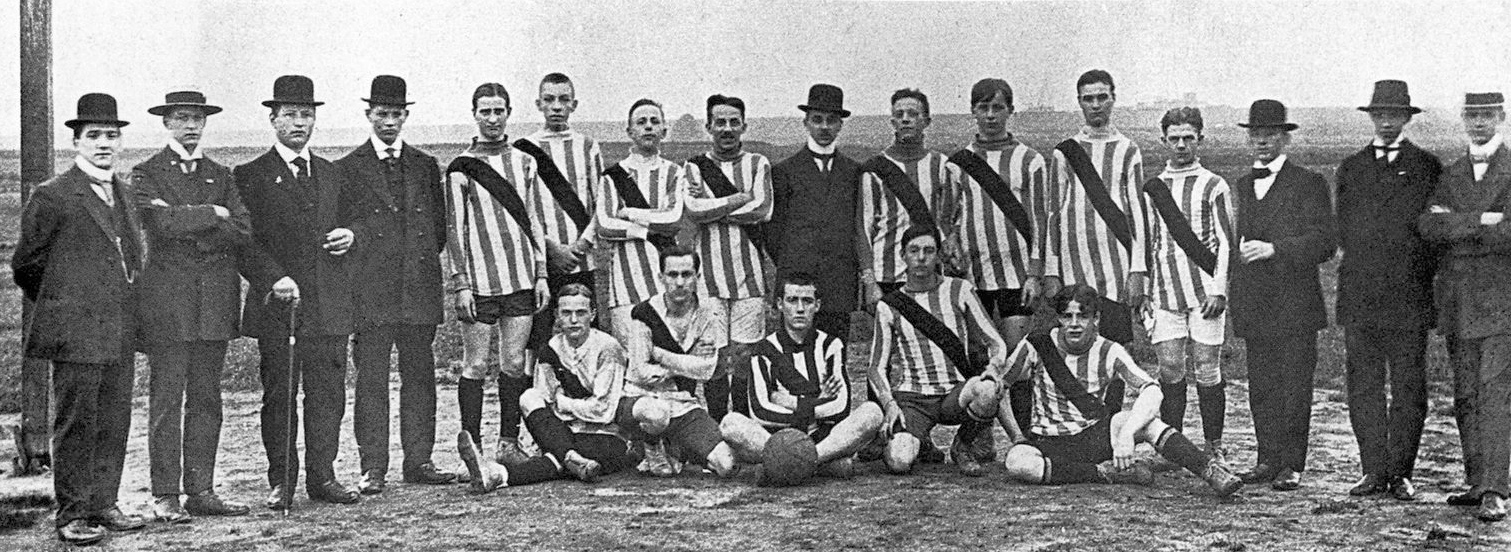
A Borussia Dortmund 1913-ban

1910. június 19-én megtartott szakszervezeti ülésen meghatározták, hogy ettől a naptól fogva három csapat, a Ballspiel-Verein Borussia Dortmund 1909, a Britannia Dortmund és a Rhennia Dortmund egy egyesületet, Ballspiel-Verein Borussia Dortmund-ot fogja alkotni. 1929-ben a csapat közel állt csődhöz, mivel komolyabb gazdasági háttér nélkül kínáltak profi szerződéseket játékosoknak. Így merült ki a csapat az erőn felüli költekezésekben. Első edzőjét, a német Ernst Kuzorrat a csapat 1935 júliusában szerződtette a csapat.

### Az 1930-as és '40-es évek
A második világháború előtti évtizedben kezdett a csapat egyre eredményesebbé válni. Első edzőjét, a német Ernst Kuzorrat a csapat 1935 júliusában szerződtette a csapat. A háború alatt a dortmundiak számára a futball terén is szomorú korszak köszöntött be, mivel a nemzetszocialisták felszámolták a klubot. Emiatt a háború után is egy ideig SG Borussia Dortmund nevet viselték a játékosok, amelyet később BVB von 1909 e.V.-ra változtatták. Az 1947-1948, valamint 1948-1949-es szezonok során megnyerték a Nyugati Oberliga sorozatokat, így kiharcolták részvételüket a Német Nemzeti Labdarúgó bajnokságba. 1949-ben szerezte vissza az egyesület teljes önrendelkezési jogát. Ebben az évben vette fel a csapata a mai napig hivatalos nevét az egyesület: Ballspielverein Borussia 1909 e.V. Dortmund.

### Az '50-es és '60-as évek
A Borussia Dortmund felemelkedésére az általános német csapatok közül, a legjobbak közzé az 1950-es években került sor, amire egy évtizednyi alapozásra volt szükség. 1956-ban, 1957-ben és 1963-ban is bajnoki címnek örvendhetett a csapat. A német labdarúgó-bajnoki rendszer 1964-es átszervezése megviselte a dortmundiakat. A Borussia, a Bundesliga egyik alapítóklubja, 1995-ig kellett várniuk a sárga-feketéknek a következő bajnoki győzelemig, ez volt az első Bundesliga elsőségük. 1965-ben a klub történetében első alkalommal nyerték meg a nemzeti kupát, így kvalifikálták magukat a következő szezon Kupagyőztesek Európa-kupája sorozatába, amit meg is nyertek. Így a Borussia Dortmund lett az első német klub amely trófeát nyert az európai futball-porondon. Címvédőként az ebben a szezonban kupagyőztes Bayern Münchennel indulhattak a KEK 1966-1967-es kiírásában, ketten képviselve a nyugat-németeket. Ez az idény nem sikerült olyan eredményesre, mint az előző, mivel a KEK második körében kiestek. Továbbá új riválisra, a Bayern Münchenre találtak, akik ebben az idényben előttük végzett a kupában, a bajnokságban és a KEK-ben is – , sőt meg is nyerte ezeket. Az 1966-1967-es szezont követően nem várt módon hanyatlani kezdett az egyesület. Az évtized legeredményesebb játékosa Lothar Emerich volt, aki 215 mérkőzésen 126 gólt szerzett. 1969-ben visszatért Jürgen Schütz, a csapat egykori középpályása.

### A '70-es és '80-as
Az 1969-1970-es szezonban elért bajnoki 5. helyezés reményt adott a csapatnak az előző évek vesszőfutását, és a legtöbb gólt szerző Lothar Emmerich távozását követően, hogy a csapat ismét képes lehet tartani a lépést Nyugat-Németország élmezőnyével. Viszont a következő szezonok nem erről tanúskodtak: továbbra is a kiesés elől menekült a csapat, míg 1972-ben – főképp pénzügyi okok miatt – kiesett a csapat a harmadosztályba. Két szezont töltött a Regionalligában. Az 1974-es év mozgalmas volt a Borussia Dortmund számára: beköltözött a csapat a világbajnokságra épült Westfalenstadionban (mai nevén Signal Iduna Park), továbbá feljutott a másodosztályba, ahol további 2 évet töltött, amíg megérett az első osztálybeli feljutásra. 1976-ban, a feljutás évében leigazolta a csapat Manfred Burgsmüller-t, aki 1983-ig szolgálta a csapatot, színeiben 224 alkalommal lépett pályára, és 135 gólt szerzett. 1978-ban ismét pénzügyi problémák jelentkeztek, amelyek kiküszöbölésére az 1989-es német kupagyőzelemből befolyt összeg által került sor. A megmaradt pénzből további játékosokat igazolt az egyesület.

### Az évezredforduló előtti sikerek

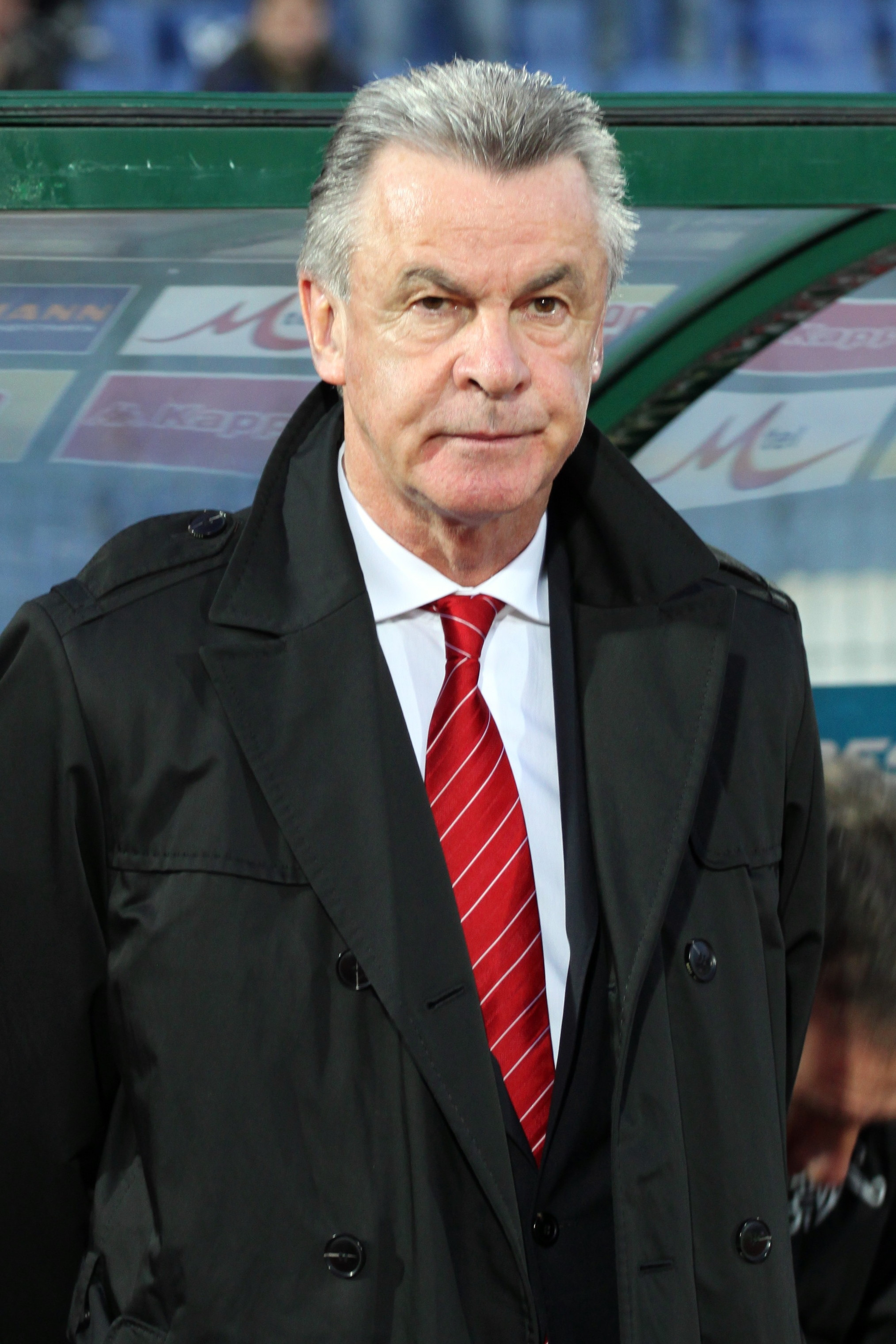
Ottmar Hitzfeld (2011-ben)

A nagy terveket szövögető BVB az évtizedfordulót követő szezonban alulteljesítette az elvárásait (a bajnokságban a 10. helyen zárt a csapat), így a csapatot kupasikerre vezető Horst Köppel vezetőedző távozni kényszerült. 1991. július 1-én Ottmar Hitzfeld vette át a vezetőedzői feladatokat, aki a XX. század legsikeresebb edzője lett a Borussia Dortmund kispadján. A nyáron Stéphane Chapuisat érkezett első számú csatárnak. Hitzfeld első szezonjában bajnoki második helyre vezette együttesét. Az 1992-1993-as szezonban pedig az UEFA-Kupa döntőjéig menetelt a csapat, ahol oda-vissza vágós rendszerben 6:1 arányban maradt alul Juventus Torinóval szemben. Ekkor vetett szemet Ottmar Hitzfeld a Juventusban játszó Jürgen Kohler, Andreas Möller, Júlio César hármasra, akik mindegyikét 1995-re teljes mértékben leigazolt a Dortmund. 1995-ben már Bundesliga elsőséget ünnepelhettek Ottmar Hitzfeld fiai olyan nevekkel a soraiban, mint Lars Ricken, Michael Zorc, Karl-Heinz Riedle, Matthias Sammer (az egyesület egyetlen aranylabdás játékosa), vagy a kapus, Stefan Klos. Az alábbi játékosokkal a soraiban és Ottmar Hitzfeld vezetőedző vezetésével az 1995-1996-os szezonban bajnoki és szuperkupa győzelmet ünnepelhetett a Borussia Dortmund. Hatalmas potenciál rejlett a csapatban.

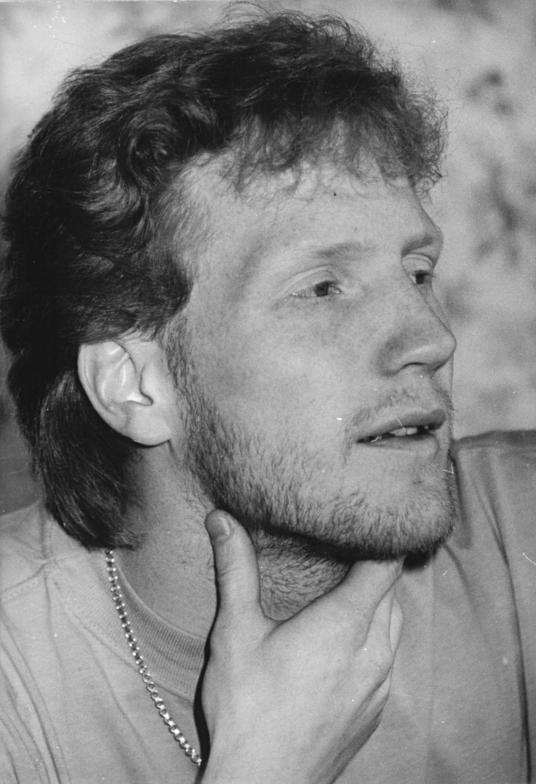
Matthias Sammer (1990)

Az 1996-1997-es szezon volt a Borussia Dortmund legsikeresebb idénye, ami során elhódította a hőnáhított UEFA-bajnokok ligája serleget, és megvédte az német szuperkupa címét. A szezon végén lejáró szerződését Ottmar Hitzfeld nem hosszabbította meg csapatával, és a Bayern Münchenhez csatlakozott. A vezetőedzői tevékenykedést az olasz Nevio Scala vette át aki egy szezon erejéig írt alá. Az olasz mester vezetése alatt az 1997-1998-as szezonban botrányosan alacsony színvonalú teljesítményt nyújtott a csapat: a BL győzelem által UEFA-szuperkupa résztvevői joggal játszott a csapat két mérkőzést az FC Barcelona ellen a trófea elnyeréséért, amin 3-1-es összesítéssel maradtak alul, a bajnokságban a 10. helyen végzett a csapat, a kupában pedig a harmadik körben esett ki a csapat. Egy neves trófeát mégis sikerült elhódítania a Borussia Dortmundnak: Tokióban 2:0 arányban legyőzték a Cruzeiro csapatát. Ennek az elvárásokon alulteljesített szezonnak egyik kiváltó oka Matthias Sammer térdsérülése volt, ami 1999-ben visszavonulásra kényszerítette őt. Az 1998-1999-es szezonban nem ért el trófeát érő sikereket a csapat.

### A XXI. század eleje
A 2000-2001-es szezon kezdetekor Matthias Sammer vette át a Borussia Dortmund irányítását. Az átalakuláson átmenő csapat a 2001-2002-es szezon során megnyerte a bajnokságot Sammer vezetésével, és UEFA-kupa-döntőt játszott a Feyenoord Rotterdam csapatával, amit 2:3 arányban elveszített. 2002-ben újra pénzügyi problémák jelentkeztek a Borussia Dortmund együttesénél. Sammer 2004 nyaráig tartó edzősködése alatt csapatát a gazdasági nehézségek ellenére a bajnokság élmezőnyében tudta tartani. Az egyesület fennmaradásának érdekében el kellett adni a játékosokat, hogy kifizesse a felhalmozódott tartozásokat. Ebben az időben a Bayern München is segített kölcsönnel a csapatnak. Végül a 2005-ös krízist követően 2006-ban a Borussia Dortmund a megmenekülés érdekében felvásárlásra került, és elkezdődött a Westfalenstadion (mai nevén: Signal Iduna Park) átépítése. A 2007-2008-as szezonban Thomas Doll vezetőedző irányítása alatt a Borussia Dortmund német labdarúgókupa-döntőt játszott a Bayern München ellen, amit a hosszabbításban 1:2 arányban elveszített.

### A Jürgen Klopp-éra

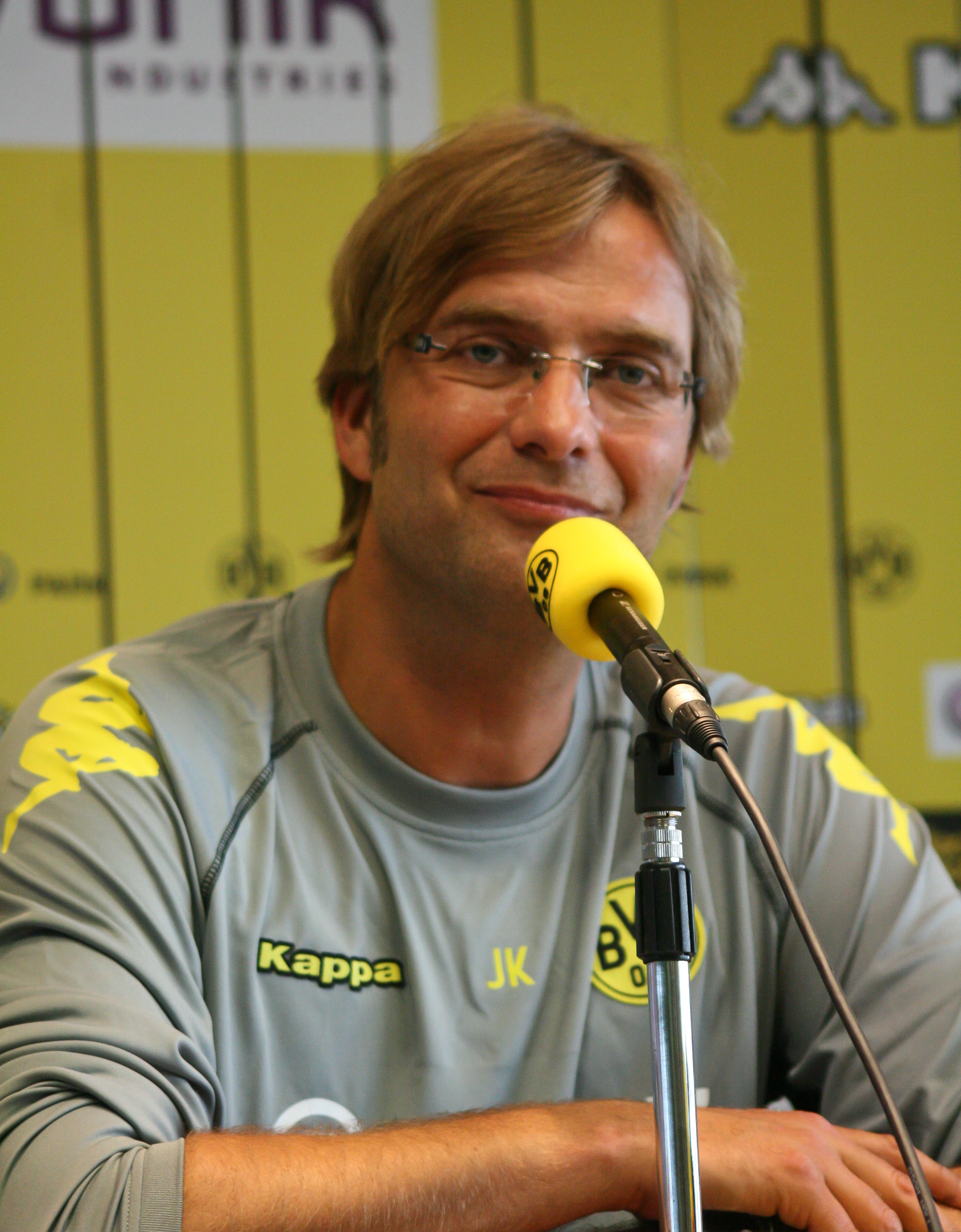
Jürgen Klopp

Jürgen Klopp 2008. július 1-én kezdte el a Borussia Dortmund élén a vezetőedzői feladatokat. Már a 2008-2009-es szezonban az egyesület egy tudatos építkezésbe kezdett: fiatal tehetséges játékosok érkeztek a klubhoz. A csapat az idény végén a bajnokság 6. helyén végzett. A 2009-2010-es szezonban Jürgen Klopp csapatát kezdte a saját stílusára, már-már arcképére formálnia, ami bajnoki 5. helyet és Európa-liga indulói helyet ért. 2010 nyarán érkezett Robert Lewandowski a csapathoz aki 2014 nyarai távozásáig 131 mérkőzésen 74 gólt szerzett. Jürgen Klopp regnálása alatt a 2010-2011-es szezonban 75 pontot szerezve megnyerte a csapat Bundesligát, így kiharcolták a BL részvételt a következő szezonra. A nyár folyamán a rivális Schalke 04 ellen veszítette el a csapat a német szuperkupát.
A 2011-2012-es szezonban egy száguldó Borussia Dortmund nyerte meg (egy évig) rekordot jelentő 81 ponttal a bajnokságot, és a német kupát a Bayern Münchent döntőben 5-2 arányban legyőzve. Így a Borussia Dortmund történelmében először duplázott. A nyáron Marco Reus érkezett, hogy betöltse a balszélső pozíciót, Shinji Kagawa távozása miatt. A szezon a Bayern München elleni elvesztett szuperkupa-mérkőzéssel kezdődött. A 2012-2013-as szezonban a német kupából a negyeddöntőben búcsúzott a Bayern München elleni 0:1-es vereséget követően, a bajnokságot 91 pontot szerző Bayern München mögött a második helyen zárta a csapat 66 pontot gyűjtve. Viszont a Bajnokok ligájában a szezon utolsó hétvégéig versenyben volt a csapat. A Real Madridot 4:3-as összesítéssel kiejtő Borussia Dortmund az FC Barcelonát 7:0-s összesítéssel kiejtő Bayern Münchennel küzdött meg a csapat a Wembley Stadionban a BL-serlegért. A finálét a Borussia Dortmund 1:2 arányban elbukta. Az új szezon kezdetekor nagy veszteség érte a dortmundiakat, mivel a Bayern München kifizette a csapat sajátnevelésű fiatal tehetségéért, Mario Götze-ért a kivásárlási árat, aki (meglepetésre) örömmel írta alá szerződését a csapat riválisánál.

A nyári dortmundi német szuperkupa-mérkőzésen visszavágott a csapat a már Josep Guardiola vezette Bayern Münchennek az előző szezonért, és 4:2-re legyőzték a BL-címvédő riválist. A 2013-2014-es szezon nem sikerült olyan jól, ahogy a felkészülés. A bajnokságban ismét a Bayern München mögött a második helyen, 19 ponttal lemaradva. A BL-ből a későbbi győztes Real Madrid ellen esett ki a csapat 2:3-as összesítéssel. A kupa-döntő hosszabbításában 0:2-es vereséget szenvedett a Bayern München ellen a csapat. 

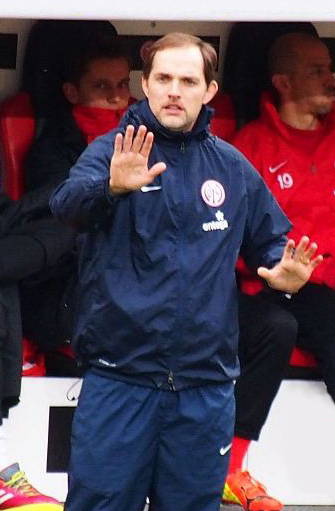
Thomas Tuchel még a Mainz edzőjeként

 A nyáron Robert Lewandowski ingyen távozott a Bayern München csapatához, mivel nem hosszabbította meg a szerződését a Borussia Dortmund csapatával, és a vágya is Götze-hez hasonlóan a Bayern Münchenben való szereplés volt. Lewandowski pótlására Adrián Ramos és Ciro Immobile érkezett a nyáron. A 2014-es német szuperkupa-mérkőzésen ismét legyőzte a csapat a Bayern Münchent 2:0-ra. A 2014-2015-ös szezon nem folytatódott jól. A bajnokság első fordulójában rögtön vereséget szenvedett (0:2) a Bayer Leverkusen ellen. Ezen a mérkőzésen született a Bundesliga történetének leggyorsabb gólja: Karim Bellarabi kilenc másodperc után talált be. Ezután a téli szünetig még kilenc vereséget szenvedett, a szünetet 15 ponttal kieső (17.) helyen töltötte. A Bajnokok Ligája nyolcaddöntőjében a későbbi döntős Juventus állította meg a csapatot. Tavasszal gyorsan felzárkózott a bajnoki tabellán: az Európa Liga selejtezőt érő 7. helyen végzett. 2015. április 15-én jelentették be, hogy nem hosszabbítják meg Jürgen Klopp szerződését, így a vezetőedző a szezon végén távozik. A kupában egészen a döntőig jutottak, miután az elődöntőben tizenegyesekkel kiejtették a Bayernt. A döntőben azonban vereséget szenvedtek (3:1) a Wolfsburg csapatától.
A 2015-2016-os szezontól Thomas Tuchel irányítja a Dortmundot.

### A Klopp-éra után
A Klopp helyére érkező Tuchelnek sikerült felráznia, és új fazont adnia a Dortmund játékának, így a Borussia ismét a Bayern München első számú kihívója lehet. Shinji Kagawa visszatért, a többi kulcsembert pedig sikerült megtartani. Bár az Európa-ligában szépen menetelt a gárda, a negyeddöntőben a Liverpool FC búcsúztatta a BVB-t.(1-1,3-4) A bajnokságban másodikként zártak. A Bayern Münchennel szemben büntetőkkel elvesztették a kupadöntőt, ami a harmadik volt az elmúlt három évben. A szezon végén Mats Hummels bejelentette, hogy a Bayern Münchennél folytatja pályafutását.

## Sikerei, díjai

### Nemzeti
- Fußball-Bundesliga/Német Bajnokság

 Bajnok (8): 1955–56, 1956–57, 1962–63, 1994–95, 1995–96, 2001–02, 2010–11, 2011–12
 Második (9): 1948–49, 1960–61, 1965–66, 1991–92, 2012–13, 2013-14, 2015-16, 2018-19, 2019-20
- Német (DFB)-Kupa

 Győztes (5): 1964–65, 1988–89, 2011–12, 2016–2017, 2020–2021
 Második (5): 1962–63, 2007–08, 2013–14, 2014-15, 2015-16
- Német Szuperkupa

 Győztes (6): 1989, 1995, 1996, 2013, 2014, 2019
 Második (5): 2011, 2012, 2016, 2017, 2020
Nem hivatalos győzelem: 2008-as német labdarúgó-szuperkupa
- Ligakupa

 Második (1): 2003

### Nemzetközi
- UEFA-bajnokok ligája

 Bajnok (1): 1996–1997
 Döntős (2): 2012–2013, 2023-2024

- Kupagyőztesek Európa-kupája

 Győztes (1): 1965–1966
- UEFA-kupa/Európa-liga: (1996)

 Döntős (2): 1992–1993, 2001–2002
- UEFA-szuperkupa

 Második (1): 1997
- Interkontinentális kupa

 Győztes (1): 1997

## Játékosok

### Jelenlegi keret
Utolsó módosítás: 2024. augusztus 30.
A vastaggal jelzett játékosok felnőtt válogatottsággal rendelkeznek.
A dőlttel jelzett játékosok kölcsönben szerepelnek a klubnál.
| Mezszám                | Név                 | Nemzetiség        | Születési hely           | Születési idő (kor)           | Korábbi csapat           | Érték (€)  | Szerződés lejárta |
| Kapusok                | Kapusok             | Kapusok           | Kapusok                  | Kapusok                       | Kapusok                  | Kapusok    | Kapusok           |
| ---------------------- | ------------------- | ----------------- | ------------------------ | ----------------------------- | ------------------------ | ---------- | ----------------- |
| 1                      | Gregor Kobel        | svájc             | Zürich                   | 1997. december 6. (27 éves)   | VfB Stuttgart            | 40 000 000 | 2028.06.30.       |
| 31                     | Silas Ostrzinski    | német · lengyel   | Hagen                    | 2003. november 19. (21 éves)  | Utánpótlásból került fel | 200 000    | 2025.06.30        |
| 33                     | Alexander Meyer     | német             | Bad Oldesloe             | 1991. április 13. (34 éves)   | SSV Jahn Regensburg      | 800 000    | 2026.06.30.       |
| 35                     | Marcel Lotka        | német · POL       | Duisburg                 | 2001. május 25. (23 éves)     | Hertha BSC               | 1 300 000  | 2025.06.30.       |
| Védők                  |                     |                   |                          |                               |                          |            |                   |
| 2                      | Yan Cuoto           | brazil · portugál | Curitiba                 | 2002. június 30. (22 éves)    | Manchester City          | 25 000 000 | 2025.06.30.       |
| 3                      | Waldemar Anton      | német             | Olmaliq                  | 1996. július 20. (28 éves)    | VfB Stuttgart            | 24 000 000 | 2028.06.30.       |
| 4                      | Nico Schlotterbeck  | GER               | Waiblingen               | 1999. december 1. (25 éves)   | SC Freiburg              | 40 000 000 | 2027.06.30.       |
| 5                      | Rámi ben-Szebajni   | Algéria           | Kaszentína               | 1995. április 16. (29 éves)   | Borussia Mönchengladbach | 7 000 000  | 2027.06.30.       |
| 25                     | Niklas Süle         | német             | Frankfurt am Main        | 1995. szeptember 3. (29 éves) | FC Bayern München        | 15 000 000 | 2026.06.30.       |
| 26                     | Julian Ryerson      | norvég · USA      | Lyngdal                  | 1997. november 17. (27 éves)  | 1. FC Union Berlin       | 20 000 000 | 2028.06.30.       |
| 42                     | Almugera Kabar      | német · líbia     | Bréma                    | 2006. június 30. (18 éves)    | Utánpótlásból került fel | 15 000 000 | 2025.06.30.       |
| Középpályások          |                     |                   |                          |                               |                          |            |                   |
| 7                      | Giovanni Reyna      | USA · portugál    | Durham                   | 2002. november 13. (22 éves)  | Nottingham Forest FC     | 12 000 000 | 2025.06.30.       |
| 8                      | Felix Nmecha        | német · angol     | Hamburg                  | 2000. október 10. (24 éves)   | VfL Wolfsburg            | 20 000 000 | 2028.06.30.       |
| 10                     | Julian Brandt       | német             | Bréma                    | 1996. május 2. (28 éves)      | Bayer 04 Leverkusen      | 40 000 000 | 2026.06.30.       |
| 13                     | Pascal Gross        | német             | Mannheim                 | 1991. június 15. (33 éves)    | Brighton & Hove Albion   | 8 000 000  | 2026.06.30.       |
| 20                     | Marcel Sabitzer     | osztrák           | Wels                     | 1994. március 17. (31 éves)   | FC Bayern München        | 20 000 000 | 2027.06.30.       |
| 23                     | Emre Can            | német · török     | Frankfurt am Main        | 1994. január 12. (31 éves)    | Juventus FC              | 10 000 000 | 2026.06.30.       |
| 38                     | Kjell Wätjen        | német             | Gevelsberg               | 2006. február 16. (19 éves)   | Utánpótlásból került fel | 2 000 000  | 2028.06.30.       |
| Támadók                |                     |                   |                          |                               |                          |            |                   |
| 9                      | Serhou Guirassy     | guinea · francia  | Arles                    | 1996. március 12. (29 éves)   | VfL Stuttgart            | 40 000 000 | 2028.06.30.       |
| 14                     | Maximilian Beier    | német             | Brandenburg al der Havel | 2002. október 17. (22 éves)   | TSG Hoffenheim           | 30 000 000 | 2029.06.30.       |
| 16                     | Julien Duranville   | belga             | Uccle                    | 2006. május 5. (18 éves)      | RSC Anderlecht           | 8 500 000  | Nem publikus      |
| 21                     | Donyell Malen       | NED · SUR         | Wieringen                | 1999. január 19. (26 éves)    | PSV Eindhoven            | 40 000 000 | 2026.06.30.       |
| 27                     | Karim Adeyemi       | német · NGR       | München                  | 2002. január 18. (23 éves)    | FC Red Bull Salzburg     | 35 000 000 | 2027.06.30.       |
| 37                     | Cole Campbell       | amerikai · ISL    | Houston                  | 2006. februári 20. (19 éves)  | Utánpótlásból került fel | 300 000    | 2028.06.30.       |
| 43                     | Jamie Bynoe-Gittens | angol · BAR       | London                   | 2004. augusztus 8. (20 éves)  | Utánpótlásból került fel | 35 000 000 | 2028.06.30.       |
| Kölcsönadott játékosok |                     |                   |                          |                               |                          |            |                   |
| Név                    | Poszt               | Nemzetiség        | Születési hely           | Születési idő (kor)           | Kölcsönben itt           | Érték (€)  | Kölcsön lejárta   |
| Sébastien Haller       | támadó              | CIV · francia     | Ris-Orangis              | 1994. június 22. (30 éves)    | Leganés                  | 7 500 000  | 2025.06.30.       |
| Salih Özcan            | középpályás         | török · német     | Köln                     | 1998. január 11. (27 éves)    | VfL Wolfsburg            | 10 000 000 | 2025.06.30.       |
| Youssoufa Moukoko      | támadó              | német · CMR       | Yaoundé                  | 2004. november 20. (20 éves)  | OGC Nice                 | 18 000 000 | 2025.06.30.       |
| Soumaïla Coulibaly     | védő                | francia · MLI     | Montfermeil              | 2003. október 14. (21 éves)   | Brest                    | 9 000 000  | 2025.06.30.       |
| Guille Bueno           | védő                | spanyol           | Vigo                     | Sablon:Életkor-élő-dáttumal   | SV Darmstadt 98          | 600 000    | 2025.06.30        |

### Híres játékosok
- Németország
- Rudi Assauer
- Fredi Bobic
- Manfred Burgsmüller
- Norbert Dickel
- Lother Emmerich
- Jörg Heinrich
- Steffen Freund
- Torsten Frings
- Mario Götze
- İlkay Gündoğan
- Thomas Häßler
- Siggi Held
- Thomas Helmer
- Heiko Herrlich
- Eike Immel
- Sebastian Kehl
- Alfred Kelbassa
- Stefan Klos
- Jürgen Kohler
- Dieter "Hoppi" Kurrat
- Heinrich Kwiatkowski
- Jens Lehmann
- August Lenz
- Reinhard "Stan" Libuda
- Willi "Ente" Lippens
- Christoph Metzelder
- Frank Mill
- Andreas Möller
- Christian Nerlinger
- Alfred Niepieklo
- David Odonkor
- Frank Pagelsdorf
- Adi Preißler
- Stefan Reuter
- Marco Reus
- Lars Ricken
- Karl-Heinz Riedle
- Michael Rummenigge
- Matthias Sammer
- Marcel Schmelzer
- Aki Schmidt
- Hans Tilkowski
- Miroslav Votava
- Christian Wörns
- Michael Zorc
- Roman Weidenfeller
- Sebastian Kehl
- Ausztria
- Wolfgang Feiersinger
- Bosznia-Hercegovina
- Sergej Barbarez
- Brazília
- Márcio Amoroso
- Júlio Cesar
- Flávio Conceição
- Dedé
- Ewerthon
- Tinga
- Csehország
- Patrik Berger
- Jan Koller
- Tomáš Rosický
- Dánia
- Niclas Jensen
- Flemming Povlsen
- Dél-Afrikai Köztársaság
- Delron Buckley
- Steven Pienaar
- Horvátország
- Robert Kovač
- Mladen Petrić
- Lengyelország
- Euzebiusz "Ebi" Smolarek
- Jakub Błaszczykowski
- Robert Lewandowski
- Łukasz Piszczek
- Magyarország
- Varga Zoltán
- Hajnal Tamás
- Nigéria
- Victor Ikpeba
- Sunday Oliseh
- Norvégia
- André Bergdølmo
- Jan Derek Sörensen
- Erling Haaland
- Paraguay
- Nelson Valdez
- Lucas Barrios
- Portugália
- Paulo Sousa
- Románia
- Marcel Răducanu
- Skócia
- Scott Booth
- Paul Lambert
- Murdo MacLeod
- Svájc
- Stéphane Chapuisat
- Philipp Degen
- Alexander Frei
- Törökország
- Nuri Şahin
- Uruguay
- Ruben Sosa
- Japán
- Kagava Sindzsi